# Ćelije (gmina Lajkovac)
Ćelije (cyr. Ћелије) – wieś w Serbii, w okręgu kolubarskim, w gminie Lajkovac. W 2011 roku liczyła 701 mieszkańców.